# Хорнбек
Хорнбек (нем. Hornbek) — община в Германии, в земле Шлезвиг-Гольштейн. 
Входит в состав района Герцогство Лауэнбург. Подчиняется управлению Брайтенфельде.  Население составляет 175 человек (на 31 декабря 2010 года). Занимает площадь 5,89 км².